# 飛行第59戦隊
飛行第59戦隊（ひこうだいごじゅうきゅうせんたい）とは、太平洋戦争（大東亜戦争）で活躍した大日本帝国陸軍の飛行戦隊、一式戦闘機「隼」を最初に装備した部隊として、また太平洋戦争開戦当初飛行第64戦隊とともに華々しい戦果をあげたことで良く知られる部隊である。

## 概要
昭和13年（1938年）7月1日、各務原の飛行第1戦隊より抽出された人員により九七式戦闘機装備の2個中隊により編成。直ちに満州延吉に移動、11月に漢口飛行場に展開したが空戦の機会なく練成につとめる。その後ノモンハン事件で進出期が航空戦の終期であったため、1939年9月15日に11機の戦果をあげたのみで終わる。ノモンハン事件終結後は殆ど漢口をベースにして中支で対地支援につく。1941年5月に立川で一式戦闘機「隼」に改編、8月漢口に戻ったが「隼」の空中分解で立川に10月再度一時帰還、機体の補強と武装強化の改修を行う。1941年12月7日、仏印コンポントラッシュに集結、64戦隊と共にマレー上陸戦支援。1942年1月南郷茂男大尉が第2中隊長として着任。シンガポール攻略、パレンバン侵攻、ジャワ島攻略に参加、連合軍機数十機を撃墜破して9名の未帰還。ジャワ島に駐留。その後の連合軍の反攻により、ニューギニア戦線で優勢多数の敵航空兵力と対峙し、極めて苦しい戦いの中で戦力を殆ど消耗し、1944年2月九州の鷹ノ巣へ再編成のため撤退。三式戦闘機に機種改編し7月より本土防空任務につく。しかし、故障機続出で戦力維持も困難でありB29などへの戦果はなし。1945年4月より沖縄戦に参加のため知覧へ。特攻機の護衛任務と本島上陸部隊への攻撃で戦力を消耗し芦屋へ後退。五式戦闘機に再度改編後、本土決戦での連合軍侵攻軍への特攻部隊として戦力の温存にひたすらつとめ、敗戦を迎える。

## 戦隊長
- 今川一策 航空兵中佐：1938年7月15日 - 1939年12月1日[1]